# Порядкова статистика
i-та порядкова статистика вибірки — це i-тий елемент варіаційного ряду.
i-та порядкова статистика множини (масиву) з n чисел — це елемент, який буде i-тим за рахунком в масиві, якщо його елементи відсортувати в порядку зростання.
Тоді, наприклад мінімум — це перша порядкова статистика, а максимум — n-та порядкова статистика.
Медіана — елемент, який знаходиться точно посередині між мінімумом і максимумом. Якщо говорити точніше, то якщо n — непарне, то медіана — (n+1)/2-га порядкова статистика, а якщо n — парне, то медіан аж дві: з номером n/2 і n/2+1.

## Пошук і-тої порядкової статистики
Найочевидніше, і найпростіше рішення — відсортувати масив, і після цього будь-яку порядкову статистику можна знаходити за одиничний час. Це хороше рішення, якщо нам потрібно шукати багато різних статистик одного масиву. Правда сортування масиву займає час мінімум O(n log(n)).
З усім тим, в багатьох задачах порядкову статистику потрібно знайти лише раз. І це можна зробити за лінійний час. Пошук мінімуму або максимуму — тривіальна задача:
```
 
int
 
min
(
int
 
*
a
,
 
int
 
l
,
 
int
 
r
)

 
{

      
int
 
m
=
l
;

      
for
(
int
 
i
=
l
+
1
;
i
<=
r
;
i
++
)

      
{

          
if
(
a
[
i
]
<
a
[
m
])
 
m
=
i
;

      
}

      
return
 
a
[
m
];

 
}

```

Але не сортуючи масив можна знайти й будь-яку іншу порядкову статистику. Секрет в тому, що масив сортується, але не повністю. Розглянемо швидке сортування.
```
 
void
 
qsort
(
int
 
*
a
,
 
int
 
l
,
 
int
 
r
)

 
{

       
if
(
l
>=
r
)
 
return
;

       
int
 
c
=
partition
(
int
 
*
a
,
 
int
 
l
,
 
int
 
r
);

       
qsort
(
a
,
l
,
c
);

       
qsort
(
a
,
c
+
1
,
r
);

 
}

```

Спочатку масив ділять на дві частини, де всі елементи лівої частини менші за будь-який з правої. Ми знаємо, що в лівій частині c елементів. Тому, якщо i — номер елемента якого ми шукаємо, то він знаходиться в лівій частині, якщо {\displaystyle i\leq c} інакше він знаходиться в правій частині, але при пошуку в правій частині не забуваємо, що зліва є c менших елементів. Спробуємо написати функцію пошуку порядкової статистики використавши ці міркування:
```
 
int
 
nth_element
(
int
 
*
a
,
 
int
 
l
,
 
int
 
r
,
 
int
 
n
)

 
{

       
if
(
l
=
r
)
 
return
 
a
[
l
];

       
int
 
c
=
partition
(
int
 
*
a
,
 
int
 
l
,
 
int
 
r
);

       
int
 
k
=
c
-
l
+
1
;

       
if
(
n
<=
k
)
 
return
 
nth_element
(
a
,
l
,
c
,
n
);

       
else
 
return
 
nth_element
(
a
,
c
+
1
,
r
,
 
n
-
k
);

 
}

```

Функція partition розглянута тут. Вона працює за час O(r-l). Позначимо розмір частини яка обробляється змінною s. (s=r-l). В ідеалі, при кожному вході в рекурсію s зменшується вдвоє. Тому загальний час роботи O(s+s/2+s/4+s/8+…)=O(2s)=O(s), тобто лінійний. Така оцінка є середньою. Тобто час може бути й гіршим. Існує алгоритм, для якого лінійний час є найгіршим.

## Зноски
1. ↑  Ямненко, Р.Є. Прикладні статистичні методи обчислень (PDF). Механіко-математичний факультет КНУ, Кафедра теорії ймовірностей, статистики та актуарної математики. Процитовано 28 липня 2025.